# Atletism la Jocurile Olimpice de vară din 1960
Probele sportive de atletism la Jocurile Olimpice de vară din 1960 s-au desfășurat în perioada 31 august - 8 septembrie 1960 la Roma, Italia. Au fost 34 de probe sportive, în care au concurat 1016 sportivi, din 73 de țări.

## Stadionul Olimpic
Probele au avut loc pe Stadionul Olimpic. Acesta a fost inaugurat în anul 1953.

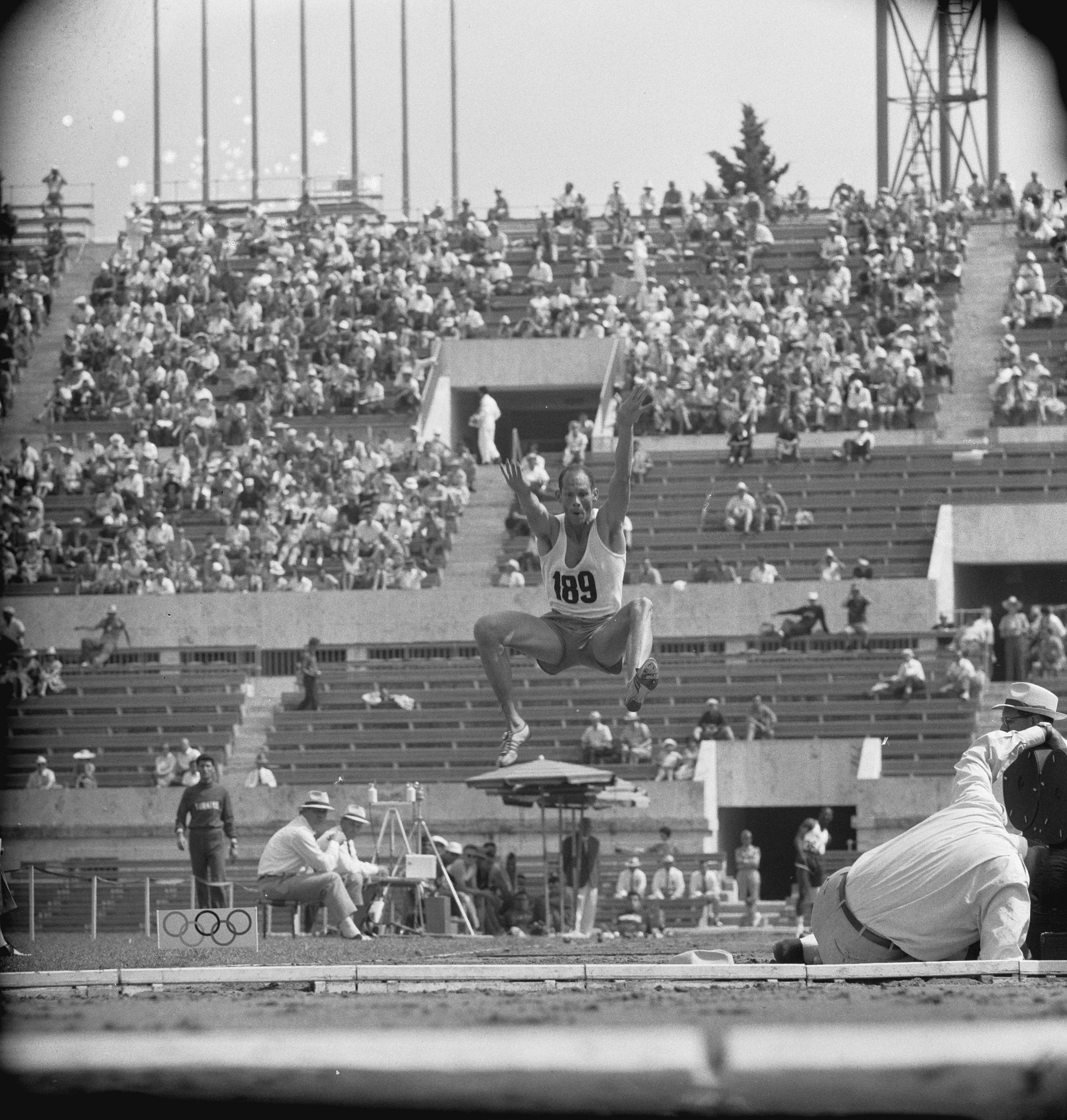
Săritura în lungime
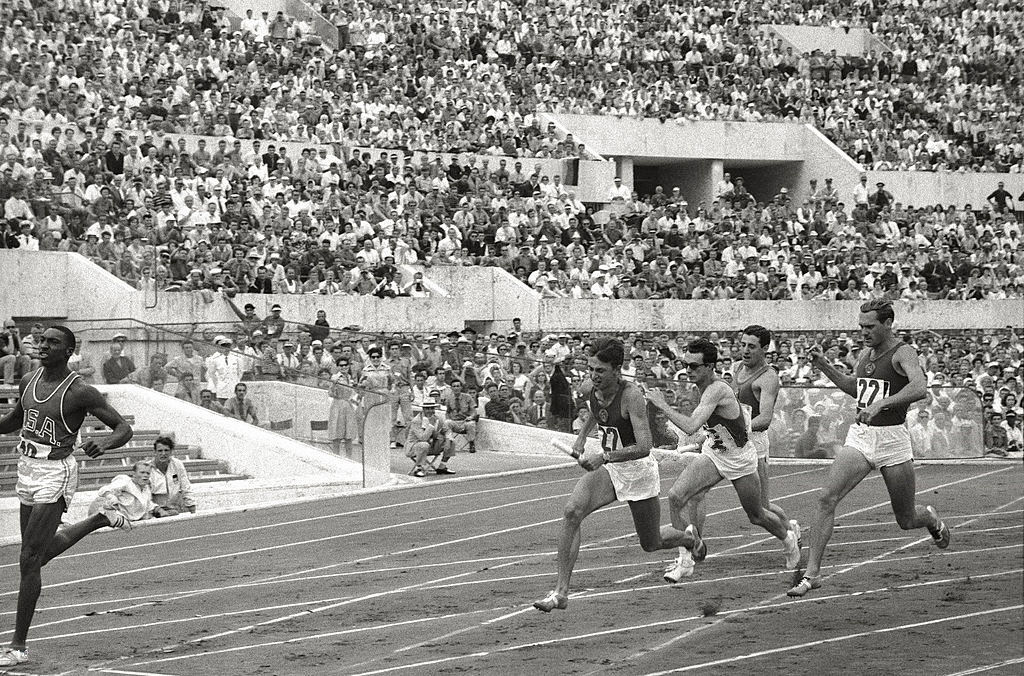
4×100 m

## Probe sportive

### Masculin
| Event                        | Aur                                                                                                 | Aur          | Argint                                                                                                | Argint    | Bronz                                                                                              | Bronz     |
| 100 m detalii                | Armin Hary (EUA)                                                                                    | 10,2 RO      | Dave Sime (USA)                                                                                       | 10,2 RO   | Peter Radford (GBR)                                                                                | 10,3      |
| 200 m detalii                | Livio Berruti (ITA)                                                                                 | 20,5 RM      | Lester Carney (USA)                                                                                   | 20,6      | Abdoulaye Seye (FRA)                                                                               | 20,7      |
| 400 m detalii                | Otis Davis (USA)                                                                                    | 44,9 RM      | Carl Kaufmann (EUA)                                                                                   | 44,9 RM   | Malcolm Spence (RSA)                                                                               | 45,5      |
| 800 m detalii                | Peter Snell (NZL)                                                                                   | 1:46,3 RO    | Roger Moens (BEL)                                                                                     | 1:46,5    | George Kerr (BWI)                                                                                  | 1:47,1    |
| 1500 m detalii               | Herb Elliott (AUS)                                                                                  | 3:35,6 RM    | Michel Jazy (FRA)                                                                                     | 3:38,4    | István Rózsavölgyi (HUN)                                                                           | 3:39,2    |
| 5000 m detalii               | Murray Halberg (NZL)                                                                                | 13:43,4      | Hans Grodotzki (EUA)                                                                                  | 13:44,6   | Kazimierz Zimny (POL)                                                                              | 13:44,8   |
| 10 000 m detalii             | Piotr Bolotnikov (URS)                                                                              | 28:32,2 RO   | Hans Grodotzki (EUA)                                                                                  | 28:37,0   | David Power (AUS)                                                                                  | 28:38,2   |
| 110 m garduri detalii        | Lee Calhoun (USA)                                                                                   | 13,8         | William May (USA)                                                                                     | 13,8      | Hayes Jones (USA)                                                                                  | 14,0      |
| 400 m garduri detalii        | Glenn Davis (USA)                                                                                   | 49,3 RO      | Clifton Cushman (USA)                                                                                 | 49,6      | Dick Howard (USA)                                                                                  | 49,7      |
| 3000 m obstacole detalii     | Zdzisław Krzyszkowiak (POL)                                                                         | 8:34,2 RO    | Nikolai Sokolov (URS)                                                                                 | 8:36,4    | Semion Rjișcin (URS)                                                                               | 8:42,2    |
| 4×100 m detalii              | Echipa Unificată a Germaniei (EUA) · Bernd Cullmann · Armin Hary · Walter Mahlendorf · Martin Lauer | 39,5 RM      | Uniunea Sovietică (URS) · Gusman Cosanov · Leonid Barteniev · Iuri Konovalov · Edvin Ozolin           | 40,1      | Marea Britanie (GBR) · Peter Radford · David Jones · David Segal · Nick Whitehead                  | 40,2      |
| 4×400 m detalii              | Statele Unite ale Americii (USA) · Jack Yerman · Earl Young · Glenn Davis · Otis Davis              | 3:02,2 RM    | Echipa Unificată a Germaniei (EUA) · Manfred Kinder · Joachim Reske · Johannes Kaiser · Carl Kaufmann | 3:02,7    | Federația Indiilor de Vest (BWI) · George Kerr · James Wedderburn · Keith Gardner · Malcolm Spence | 3:04,0    |
| Maraton detalii              | Abebe Bikila (ETH)                                                                                  | 2:15:16,2    | Rhadi Ben Abdesselam (MAR)                                                                            | 2:15:41,6 | Barry Magee (NZL)                                                                                  | 2:17:18,2 |
| 20 km marș detalii           | Volodîmîr Holubnîci (URS)                                                                           | 1:34:07,2    | Noel Freeman (AUS)                                                                                    | 1:34:16,4 | Stan Vickers (GBR)                                                                                 | 1:34,56,4 |
| 50 km marș detalii           | Don Thompson (GBR)                                                                                  | 4:25:30,0 RO | John Ljunggren (SWE)                                                                                  | 4:25:47,0 | Abdon Pamich (ITA)                                                                                 | 4:27:55,4 |
| Săritura în înălțime detalii | Robert Șavlakadze (URS)                                                                             | 2,16 m RO    | Valeri Brumel (URS)                                                                                   | 2,16 m RO | John Thomas (USA)                                                                                  | 2,14 m    |
| Săritura cu prăjina detalii  | Don Bragg (USA)                                                                                     | 4,70 m RO    | Ron Morris (USA)                                                                                      | 4,60 m    | Eeles Landström (FIN)                                                                              | 4,55 m    |
| Săritura în lungime detalii  | Ralph Boston (USA)                                                                                  | 8,12 m RO    | Irvin Roberson (USA)                                                                                  | 8,11 m    | Igor Ter-Ovanesean (URS)                                                                           | 8,04 m    |
| Triplusalt detalii           | Józef Szmidt (POL)                                                                                  | 16,81 m RO   | Vladimir Goreaev (URS)                                                                                | 16,63 m   | Vitold Kreer (URS)                                                                                 | 16,43 m   |
| Aruncarea greutății detalii  | Bill Nieder (USA)                                                                                   | 19,68 m RO   | Parry O'Brien (USA)                                                                                   | 19,11 m   | Dallas Long (USA)                                                                                  | 19,01 m   |
| Aruncarea discului detalii   | Al Oerter (USA)                                                                                     | 59,18 m RO   | Rink Babka (USA)                                                                                      | 58,02 m   | Dick Cochran (USA)                                                                                 | 57,16 m   |
| Aruncarea ciocanului detalii | Vasili Rudenkov (URS)                                                                               | 67,10 m RO   | Gyula Zsivótzky (HUN)                                                                                 | 65,79 m   | Tadeusz Rut (POL)                                                                                  | 65,64 m   |
| Aruncarea suliței detalii    | Viktor Țîbulenko (URS)                                                                              | 84,64 m      | Walter Krüger (EUA)                                                                                   | 79,36 m   | Gergely Kulcsár (HUN)                                                                              | 78,57 m   |
| Decatlon detalii             | Rafer Johnson (USA)                                                                                 | 8392 RO      | Yang Chuan-Kwang (ROC)                                                                                | 8334      | Vasili Kuznețov (URS)                                                                              | 7809      |

### Feminin
| Event                        | Aur                                                                                                 | Aur        | Argint                                                                                               | Argint  | Bronz                                                                                        | Bronz   |
| 100 m detalii                | Wilma Rudolph (USA)                                                                                 | 11,0       | Dorothy Hyman (GBR)                                                                                  | 11,3    | Giuseppina Leone (ITA)                                                                       | 11,3    |
| 200 m detalii                | Wilma Rudolph (USA)                                                                                 | 24,0       | Jutta Heine (EUA)                                                                                    | 24,4    | Dorothy Hyman (GBR)                                                                          | 24,7    |
| 800 m detalii                | Liudmila Șevțova (URS)                                                                              | 2:04,3 =RM | Brenda Jones (AUS)                                                                                   | 2:04,4  | Ursula Donath (EUA)                                                                          | 2:05,6  |
| 80 m garduri detalii         | Irina Press (URS)                                                                                   | 10,8       | Carole Quinton (GBR)                                                                                 | 10,9    | Gisela Birkemeyer (EUA)                                                                      | 11,0    |
| 4×100 m detalii              | Statele Unite ale Americii (USA) · Martha Hudson · Lucinda Williams · Barbara Jones · Wilma Rudolph | 44,5       | Echipa Unificată a Germaniei (EUA) · Martha Langbein · Anni Biechl · Brunhilde Hendrix · Jutta Heine | 44,8    | Polonia (POL) · Teresa Wieczorek · Barbara Janiszewska · Celina Jesionowska · Halina Richter | 45,0    |
| Săritura în înălțime detalii | Iolanda Balaș (ROU)                                                                                 | 1,85 m RO  | Jarosława Jóźwiakowska (POL)                                                                         | 1,71 m  | nicio atletă                                                                                 |         |
| Săritura în înălțime detalii | Iolanda Balaș (ROU)                                                                                 | 1,85 m RO  | Dorothy Shirley (GBR)                                                                                | 1,71 m  | nicio atletă                                                                                 |         |
| Săritura în lungime detalii  | Vera Krepkina (URS)                                                                                 | 6,37 m RO  | Elżbieta Krzesińska (POL)                                                                            | 6,27 m  | Hildrun Claus (EUA)                                                                          | 6,21 m  |
| Aruncarea greutății detalii  | Tamara Press (URS)                                                                                  | 17,32 m RO | Johanna Lüttge (EUA)                                                                                 | 16,61 m | Earlene Brown (USA)                                                                          | 16,42 m |
| Aruncarea discului detalii   | Nina Ponomariova (URS)                                                                              | 55,10 m RO | Tamara Press (URS)                                                                                   | 52,59 m | Lia Manoliu (ROU)                                                                            | 52,36 m |
| Aruncarea suliței detalii    | Elvīra Ozoliņa (URS)                                                                                | 55,98 m RO | Dana Zátopková (TCH)                                                                                 | 53,78 m | Birutė Kalėdienė (URS)                                                                       | 53,45 m |

## Clasament pe medalii
| Loc   | Țară                         | Aur | Argint | Bronz | Total |
| ----- | ---------------------------- | --- | ------ | ----- | ----- |
| 1     | Statele Unite ale Americii   | 12  | 8      | 6     | 26    |
| 2     | Uniunea Sovietică            | 11  | 5      | 5     | 21    |
| 3     | Echipa Unificată a Germaniei | 2   | 8      | 3     | 13    |
| 4     | Polonia                      | 2   | 2      | 3     | 7     |
| 5     | Noua Zeelandă                | 2   | 0      | 1     | 3     |
| 6     | Marea Britanie               | 1   | 3      | 4     | 8     |
| 7     | Australia                    | 1   | 2      | 1     | 4     |
| 8     | Italia                       | 1   | 0      | 2     | 3     |
| 9     | România                      | 1   | 0      | 1     | 2     |
| 10    | Etiopia                      | 1   | 0      | 0     | 1     |
| 11    | Ungaria                      | 0   | 1      | 2     | 3     |
| 12    | Franța                       | 0   | 1      | 1     | 2     |
| 13    | Belgia                       | 0   | 1      | 0     | 1     |
| 13    | Cehoslovacia                 | 0   | 1      | 0     | 1     |
| 13    | Maroc                        | 0   | 1      | 0     | 1     |
| 13    | Republica Chineză            | 0   | 1      | 0     | 1     |
| 13    | Suedia                       | 0   | 1      | 0     | 1     |
| 18    | Federația Indiilor de Vest   | 0   | 0      | 2     | 2     |
| 19    | Finlanda                     | 0   | 0      | 1     | 1     |
| 19    | Africa de Sud                | 0   | 0      | 1     | 1     |
| Total | Total                        | 34  | 35     | 33    | 102   |